# Louis Théodore Kleinmann
Pour les articles homonymes, voir Kleinmann.
Louis Théodore Kleinmann alias Kayser ou Capitaine Kayser, né le 21 juillet 1907 à Brumath et mort le 14 juillet 1979 à Strasbourg, est un officier français de renseignement, commandant français de la ville Mayence après le juillet 1945.

## Biographie
Louis Kleinmann, né le 21 juillet 1907 à Brumath en Bas-Rhin, est aîné de cinq enfants, parmi lesquels René, résistant et citoyen d’honneur de la Ville de Brumath, ainsi que Charles, incorporé de force).
En 1925, il s'engage dans 158e régiment d'infanterie. En 1929, il réussit le concours d'officier et entre à l'École militaire de Saint-Maixent en Deux-Sèvres.
Nommé lieutenant le 1er octobre 1932, il commande en 1933-1934 le détachement du Hackenberg situé près de Thionville, le plus important de tous les ouvrages de la ligne Maginot. En 1934-1935, il étudie l’allemand au Centre d'Études Germaniques de Strasbourg. Le 1er novembre 1935 il est affecté au 2e bureau à Metz.

### Seconde Guerre mondiale
Le 25 janvier 1939, il est nommé capitaine. En septembre, il est muté au secrétariat à la Guerre comme chef de poste de renseignement. Après l'armistice, il s'installe à Lyon où il dirige l'antenne Uranus du poste 4 du service de renseignements Kléber des Forces françaises combattantes (FFC) sous le pseudonyme de Capitaine Kayser. Il interroge les prisonniers de guerre évadés et les Alsaciens ayant réussi à passer la ligne de démarcation et met en place en Alsace une organisation clandestine de renseignement et d'évasion de prisonniers de guerre. L'abbé Charles Venner est responsable du secteur de Mulhouse (Haut-Rhin) et Robert Borocco du secteur de Colmar (Haut-Rhin). Grâce à Jean-Marie Bressand, directeur du cinéma Le Casino de Besançon, Kleinmann dispose d'une source très importante dans le secteur du Doubs.
À la suite de l'invasion de la zone libre par les Allemands en novembre 1942, Louis Kleinmann reçoit l'ordre de rejoindre Nîmes puis Perpignan. Le réseau Kléber-Uranus est démantelé par les Allemands le 15 décembre 1942.
Le 19 février 1943 après avoir franchi clandestinement la frontière espagnole, Kleinmann est interné en Espagne jusqu'au 1er avril 1943. Puis il séjourne au Portugal sous une fausse identité belge puis à Gibraltar.
Il rejoint ensuite Sidi Bel Abbès en Algérie via Casablanca où il est affecté au 2e régiment de zouaves, puis muté à la compagnie d'appui du 2e bataillon de la 1re demi-brigade de zouaves. Cette unité est ensuite affectée à la 1re division blindée. Le 10 septembre 1944, Kleinmann débarque avec son unité à Saint-Tropez et participe à la libération de la France. Il participe aux combats de libération de l'Alsace. Le 21 novembre 1944, il s'illustre à la tête de son bataillon lors des combats de Burnhaupt-le-Bas (Haut-Rhin) en capturant 500 soldats allemands.
Le 1er septembre 1945, il est nommé Chef de bataillon (commandant).

### Son action à Mayence (Allemagne)
Détaché au ministère des affaires étrangères après la guerre, il est affecté à la mission militaire pour les affaires allemandes de l’État-Major général de la Défense nationale et occupe des postes dans les gouvernements militaires d'occupation, particulièrement à Mayence. Comme commandant français de cette ville, Kleinmann s'investit plus particulièrement dans la reconstruction de l'université de cette ville. Cela lui vaudra d'être nommé citoyen d'honneur de cette université rouverte le 22 mai 1946 par le général Koenig. 

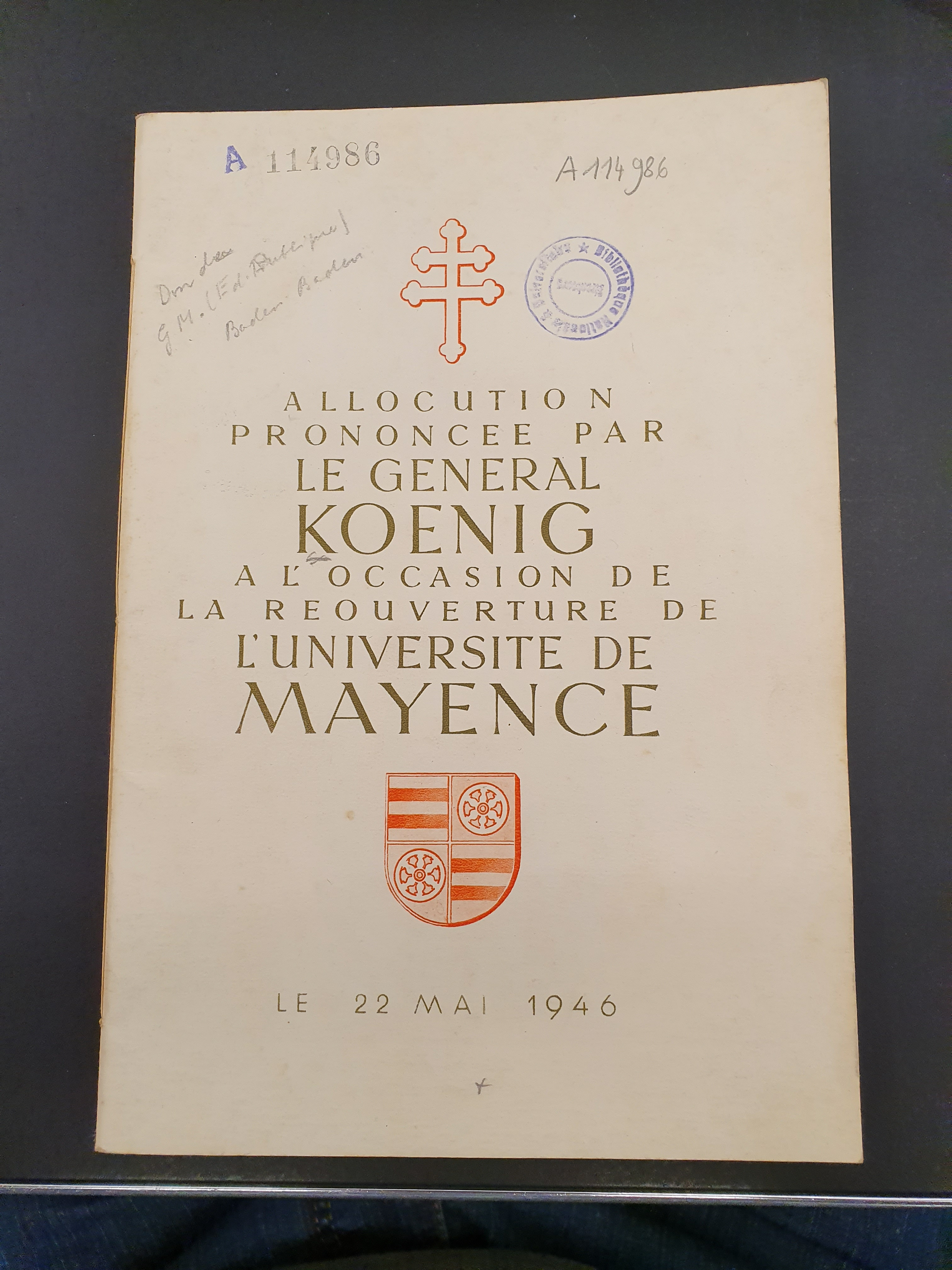
Allocution du général Koenig lors de l'Inauguration de l'Université de Mayence le 22 mai 1946

Kleinmann travaille beaucoup avec le maire de Mayence Emil Kraus. Il s'investit dans la reprise du carnaval et du marché aux vins, et participe au sauvetage du grand clocher de l'église Saint-Étienne, du Palais Ostein et de tous les bâtiments autour de la Schillerplatz.
Il est ensuite nommé commandant à Pirmasens et travaille pour le Haut-Commissaire adjoint à Bad Godesberg.
En 1966, il sera décoré de l'Ordre du Mérite de la République fédérale d'Allemagne.

### Guerres de Corée et d'Indochine
En 1951, il commande un bataillon du 7e régiment de tirailleurs algériens (RTA). En juillet 1953, il est attaché au bataillon en Corée et envoyé en Indochine. Il arrive à Saïgon le 22 octobre et prend le commandement du deuxième bataillon de Corée. Le régiment de Corée appartient au groupe mobile no 100 (GM 100) basé à An Khê sur les hauts-plateaux du Centre-Vietnam.
Blessé au pied gauche lors de la défense du poste de Plei Rinh  le 22 mars 1954, Kleinmann garde le commandement de son bataillon. Sa conduite au feu ce jour-là lui vaut la citation à l'ordre de l'armée suivante:  

« Magnifique officier supérieur qui, à la tête du 2ème Bataillon de Corée, a montré les plus belles qualités de chef et d'entraineur d'hommes. Le 22 mars à Plei Rinh, les positions du GM 100 ayant été violemment attaquées par un régiment régulier rebelle, a été blessé dès le début de l'engagement. Malgré sa blessure, est resté à son PC sous une pluie de mortiers de feux d'armes automatiques n'acceptant de se faire soigner qu'à l'issue du combat. Son adjoint et son officier de renseignement ayant été également blessés et l'encadrement de son bataillon réduit à sept officiers valides, a refusé de se laisser évacuer, continuant ainsi à assurer son commandement sans aucune interruption, donnant ainsi une preuve magnifique de courage et de sens du devoir. »

Après la chute de Dien Bien Phu, le général Salan donne l'ordre d'évacuer An Khê le 20 juin 1954. C'est l'opération Églantine pendant laquelle le GM 100 (3 500 hommes) est pris dans une embuscade du Viet Minh (16 000 hommes) sur la route coloniale 19. Le commandant Kleinmann assure l'arrière-garde avec le bataillon II/Corée. Par son habileté, il réussit à sauver 497 hommes sur 834 de son bataillon. 
Pour son action lors de cette bataille, Louis Kleinmann est cité une nouvelle fois à l'ordre de l'armée : 

« Officier supérieur très courageux et d'une rare énergie, commandant le 2ème bataillon de Corée. Le 24 juin 1954 à 15 km à l'Ouest d'An Khé (Plateaux montagnards du centre Viêt-Nam) a subi une forte attaque rebelle centrée sur le PC du GM 100. Contraint à se replier devant des forces supérieures en nombre, a regroupé son bataillon dans un poste distant de 15 km après une marche épuisante dans une brousse épaisse. Le 28 juin 1954 au cours de la marche sur PLeiku, il repoussait une violente attaque de 2 bataillons menée sur le PC, l'artillerie et le convoi du Groupement. A fait l'admiration de tous, en donnant un magnifique exemple de chef. »

Après la dissolution de son bataillon, le 1er octobre 1954, il est nommé au commandement du secteur de Quang Tri au nord de Hué sur le 17e parallèle pour organiser la reconstruction de la région. Il quitte l'Indochine le 11 juillet 1955.
Au retour, il est affecté à l'état-major des forces françaises en Allemagne à Baden-Baden.
Le 1er avril 1956, il est nommé lieutenant-colonel et colonel le 1er octobre 1960.
Il quitte l'armée le 21 juillet 1964 et donne des conférences. Il est père de quatre enfants.
Il décède le 14 juillet 1979 à Strasbourg et repose au cimetière de sa ville natale de Brumath.

## Distinctions
- Chevalier de la Légion d'honneur (13 mars 1945)[5] avec la citation suivante[3] :

« Officier aux belles qualités militaires. Engagé d'abord avec sa compagnie du 15 au 25 novembre 1944, puis avec son bataillon, dont il assurait le commandement à partir de cette date, a participé à toutes les opérations de libération du Sud de l'Alsace dans des conditions particulièrement glorieuses et meurtrières. Après avoir participé au nettoyage du village de Moosch le 19 novembre, a enlevé le 20 novembre le village de Sinsheim, y faisant 130 prisonniers; les 22 et 23 novembre, résiste avec sa compagnie aux attaques de l'ennemi sur l'Ile Napoléon, lui infligeant de lourdes pertes; le 25 novembre, à l'attaque de Heimsbrunn, son commandant de bataillon ayant été tué, le remplace au pied levé et enlève le village en faisant de nombreux prisonniers. Les 28 et 29 novembre, chargé d'attaquer Burnhaupt-le-Bas dans des conditions particulièrement difficiles, réussit le 29 novembre à occuper le village. Au cours de ces opérations, le détachement auquel il appartient a enlevé ou pris d'assaut plus de dix villages, fait plus de 500 prisonniers et pris un important matériel de guerre »

— Journal officiel de la République française du 6 avril 1945
- Commandeur de la Légion d'honneur[3] ;
- Médaille de la Résistance française par décret du 31 mars 1947[7] ;
- Croix de commandeur de l'ordre du Mérite de RFA (1966).

## Reconnaissance
- Citoyen d'honneur de l'université de Mayence pour son investissement dans la réouverture de l'université.
- Une allée du campus mayençais, le « Colonel-Kleinmann-Weg » porte son nom.